# Жофре Рюдель
Джауфре Рюде́ль II де Блай (Jaufré Rudel de Blaja; ок. 1113, Блай — ок. 1170, годы творчества 1125—1148) — один из первых провансальских трубадуров.

## Биография и творчество
Жофре был сыном сеньора Жерара I де Блая (около 1075 — после 1125). 
Как сообщают составленные в XIII веке, но малодостоверные «жизнеописания» поэта, сеньор («принц») де Блаи участвовал во втором крестовом походе. С именем этого поэта связана одна из самых популярных легенд о возвышенной любви. В жизнеописании трубадура рассказывается, что Рюдель, сеньор Блаи, полюбил графиню Годьерну Триполитанскую за красоту, добродетель и благородство, о которых слышал от паломников, и сложил в её честь много прекрасных стихов. Единственная тема его песен — разлука. Все песни таинственны и грустны. Чтобы увидеть эту «далёкую любовь» (amor de lonh), Рюдель отправился на Ближний Восток в 1146 году, став участником второго крестового похода. Но во время морского путешествия заболел и скончался в Триполи на руках графини. Она приказала похоронить его с почестями в соборе триполитанского ордена тамплиеров, а сама в тот же день постриглась в монахини. Возможно, эта легенда придумана «биографами» трубадура на основании его кансон, в которых повествуется о безнадёжной любви поэта к далёкой прекрасной женщине — о «любви издалека». А. Г. Найман указывал на несомненно фольклорное происхождение этой легенды, ставшей популярной после возрождения романтиками интереса к поэзии трубадуров: «В духе этой легенды истолковывались и песни Джауфре Рюделя со свойственными им мотивами «дальней любви», шире — предельной устремленности куртуазного идеала, к которому трубадур вечно стремится, но которого никогда не достигает».
У Джауфре Трубадура был сын Джауфре III Рюдель де Блай (около 1130 — около 1199), сир де Блай и де Бержерак.
Всего сохранилось семь текстов песен Рюделя, причем только четыре из них нотированы.

## Lanquan li jorn son lonc en may
Стихи 262,002; VI (кансона) в переводе на русский язык А. Г. Наймана «Песня о дальней любви»:

| Lanquan li jorn son lonc en may, m’es belhs dous chans d’auzelhs de lonh, e quan mi suy partitz de lay remembram d’un’amor de lonh: vau de talan embroncx e clis si que chans ni flors d’alberpis no·m platz plus que l’yverns gelatz. Be tenc lo senhor per veray: per qu’ieu veirai l’amor de lonh; mas per un ben que m’en eschay, n’ai dos mals, quar tant m’es de lonh. Ai! car me fos lai pelegris, si que mos fustz e mos tapis fos pels sieus belhs huelhs remiratz! Be·m parra joys quan li querray, per amor Dieu, l’alberc de lonh; e, s’a lieys platz, alberguarai pres de lieys, si be·m suy de lonh; adoncs parra·l parlamens fis quan drutz lonhdas er tan vezis, qu’ab bels digz jauzira solatz. Iratz e gauzens m’en partray, s’ieu ja la vey, l’amor de lonh; mas non sai quoras la veyrai, car trop son nostras terras lonh: assatz hi a pas e camis, e per aisso no·n suy devis… Mas tot sia cum a Dieu platz! Ja mais d’amor no·m jauziray si no·m jau d’est’amor de lonh, que gensor ni melhor no·n sai ves nulha part, ni pres ni lonh; tant es sos pretz verais e fis, que lay el reng dels sarrazis fos hieu per lieys chaitius clamatz! Dieus que fetz tot quant ve ni vai e formet sest’amor de lonh, mi don poder, que cor ieu n’ai, qu’ieu veya sest’amor de lonh, verayamen, en tals aizis, si que la cambra e·l jardis mi resembles tos temps palatz! Ver ditz qui m’apella lechay ni deziron d’amor de lonh, car nulhs autres joys tan no·m play cum jauzimens d’amor de lonh. Mas so qu’ieu vuelh m’es atahis. Qu’enaissi·m fadet mos pairis qu’ieu ames e no fos amatz. Mas so q[u]’ieu vuoill m’es atahis. Totz sia mauditz lo pairis que·m fadet q[u]’ieu non fos amatz! Орфография текста по Serra-Baldó, Alfons. | Длиннее дни, алей рассвет, Нежнее пенье птицы дальней, Май наступил — спешу я вслед За сладостной любовью дальней. Желаньем я раздавлен, смят, И мне милее зимний хлад, Чем пенье птиц и маки в поле. Я верой в господа согрет — И встречусь я с любовью дальней. Но после блага жду я бед, Ведь благо — это призрак дальний. Стать пилигримом буду рад, Чтоб на меня был брошен взгляд, Прекраснейший в земной юдоли. Услышать на мольбу в ответ Жду, что готов приют мне дальний; Я мог бы, если 6 не запрет, Быть рядом с ней и в дали дальней; Польются наши речи в лад И близь и даль соединят, Даря усладу после боли. Печаль и радость тех бесед Храню в разлуке с Дамой дальней, Хотя и нет таких примет, Что я отправлюсь в край тот дальний: Меж нами тысячи лежат Шагов, дорог, земель, преград… Да будет все по божьей воле! Даю безбрачия обет, Коль не увижусь с Дамой дальней, Ее милей и краше нет Ни в ближней нам земле, ни в дальней. Достоинств куртуазных клад Сокрыт в ней — в честь ее я рад У сарацинов жить в неволе. С Творцом, создавшим тьму и свет, Любви не позабывшим дальней, Я в сердце заключил завет, Чтоб дал свиданье с Дамой дальней, Чтоб стали комната и сад Роскошней каменных палат Того, кто ныне на престоле. Мой только тот правдив портрет, Где я стремлюсь к любови дальней. Сравню ль восторги всех побед С усладою любови дальней? Но стать горчайшей из утрат — Ибо я крестным был заклят — Ей предстоит. О злая доля! О сладость горькая утрат! Будь крестный мой врагом заклят! Страсть без ответа — что за доля! Перевод А. Г. Наймана |

## Образ поэта в искусстве

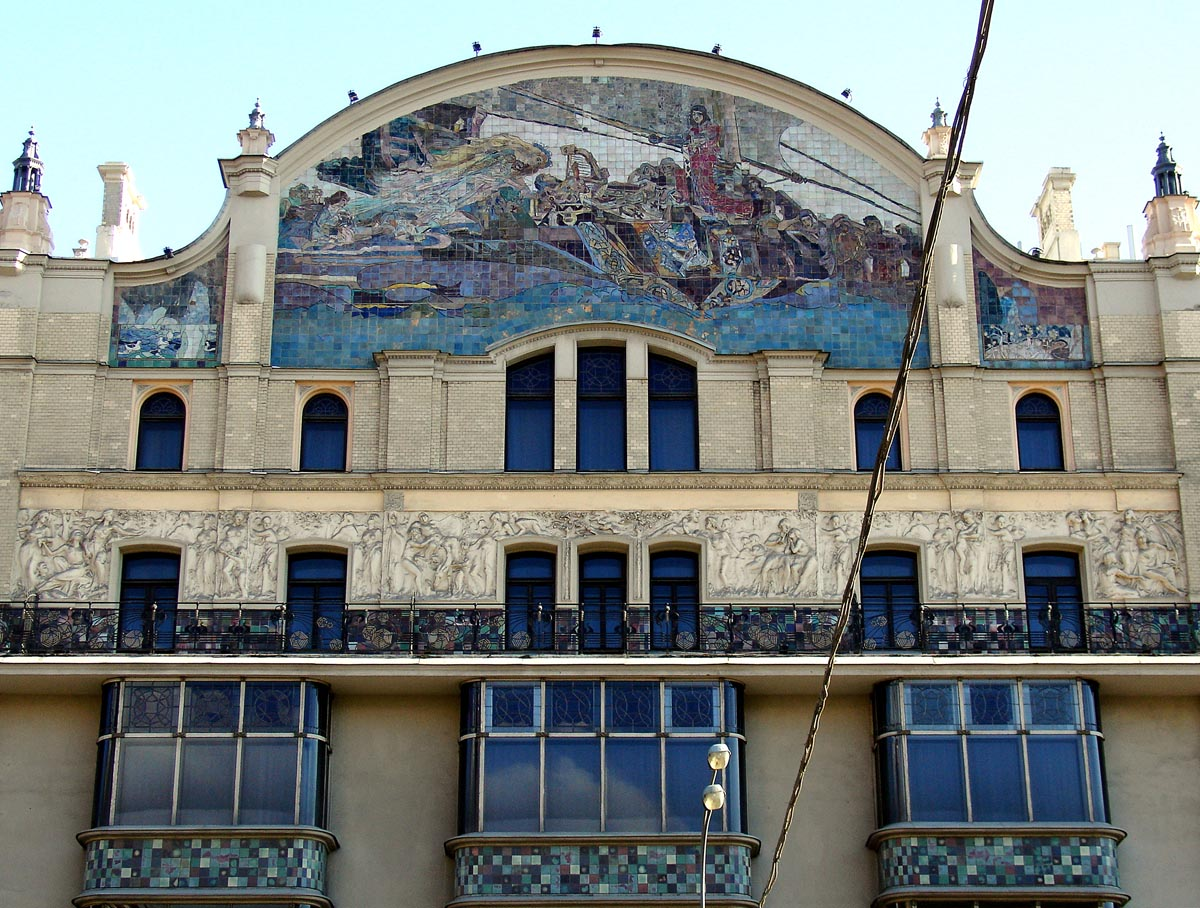
Панно М. А. Врубеля «Принцесса Грёза» на фасаде гостинцы Метрополь, Москва

Легенда о любви трубадура к графине Триполитанской была очень популярна в европейской литературе XIX—XX веков. Она вдохновила Эдмона Ростана на создание поэтической драмы «Далёкая принцесса» (1895; в переводе Т. Л. Щепкиной-Куперник — «Принцесса Грёза»). На этот сюжет М. А. Врубель создал мозаичное панно «Принцесса Грёза», находящееся на фасаде московской гостиницы «Метрополь» (картон хранится в Третьяковской галерее). 
Кайя Саариахо на либретто Амина Маалуфа написала оперу «Любовь издалека» (другое название — «Далёкая любовь», 2000); также ей принадлежит произведение «Издалека» (Lonh, 1996) для сопрано и электроники на стихи Д. Рюделя.
Жофре Рюдель стал прообразом Абдула, персонажа романа Умберто Эко «Баудолино».